# Walker Scobell
Walker Scobell, né le 5 janvier 2009, à Virginia Beach (Virginie), est un acteur américain. Il a joué dans les comédies d'action Adam à travers le temps et Base secrète. Depuis 2023, il incarne le personnage principal de Percy Jackson dans la série fantastique de Disney+ Percy Jackson et les Olympiens, adaptée de la série romanesque éponyme.

## Biographie
Scobell a été élevé par sa mère Heather Scobell et son père Pete Scobell dans une famille militaire. Il a une sœur aînée et un frère cadet. Scobell a vécu dans le Colorado jusqu'à ce que la famille déménage à Fairview, en Pennsylvanie, où ses parents ont grandi. À l'école primaire, il a suivi un cours d'art dramatique. Il a fréquenté la Fairview Middle School et a joué dans la production de l'école de Mary Poppins. Peu de temps après, il a assisté à un atelier d'acteur de John D'Aquino, a embauché un manager et a signé avec une agence. Lorsqu'il n'est pas en voyage ou sur les plateaux de tournage, il va au Fairview High School.
Scobell a auditionné en août 2020 pour jouer la version la plus jeune du personnage de Ryan Reynolds dans le film Netflix Adam à travers le temps,. Son imitation de Reynolds lui a valu son premier rôle d'acteur malgré les centaines d'enfants qui ont auditionné pour le rôle. Scobell a dit aux intervieweurs que regarder le film Deadpool, dans lequel Reynolds joue le rôle-titre, à plusieurs reprises en grandissant a contribué à sa capacité à imiter Reynolds,. Le tournage a commencé à Vancouver en novembre 2020 et le film est sorti en mars 2022,. Scobell a reçu des éloges pour sa performance,. Comme l'a dit un critique, « l'interaction de Scobell et Reynolds à l'écran est parfaite et étonnante à voir car Scobell dépeint une version plus jeune parfaite de Reynolds et Reynolds dépeint une version plus ancienne parfaite de Scobell ».
Scobell a également joué aux côtés d'Owen Wilson dans Base secrète. Le film est sorti sur Paramount+ en août 2022,.
Quelques mois avant la sortie de Adam à travers le temps, Scobell a auditionné pour le rôle de Percy Jackson dans la série Disney+ Percy Jackson et les Olympiens, basée sur la série romanesque du même nom. L'auteur des livres et showrunner de la série Rick Riordan a déclaré que Scobell « nous a époustouflé avec ses cassettes d'audition pour le rôle de Percy ». Le casting a été annoncé publiquement quelques mois plus tard, en avril 2022,,,. La série est diffusée depuis le 20 décembre 2023. En mai 2023, Scobell a rejoint le casting de Blood Knot, un drame familial réalisé par Roberto Sneider.

## Filmographie

### Télévision
- 2023- : Percy Jackson et les Olympiens : Percy Jackson

### Cinéma
- 2022 : Adam à travers le temps : Adam, jeune
- 2022 :  Base secrète : Charlie Kincaid
- 2024 : Deadpool et Wolverine de Shawn Levy : Kidpool